# 般若心経
般若波羅蜜多心経（はんにゃはらみったしんぎょう、梵: Prajñā-pāramitā-hṛdaya、プラジュニャーパーラミター・フリダヤ）は  空の理法をさとることが根本思想とされる大乗仏教の教理が、短いこの一巻の中にすべて納まっているといわれてきた経である。
「色は空、空は色である」との一文は有名であり、大乗仏教の根底である二諦教義が凝縮されている。空の理法とは追究すれば限りがなく、『大般若経』六百巻のような大部の経が成立したが、この短い『般若心経』一巻にすべて納まる大乗仏教の精髄を示すものとして重要視され、常に読誦されてきた。
仏教の全経典の中でも最も短いもののひとつで、日本では「色即是空・空即是色」の名句で親しまれ、古くは聖武天皇の時代から現代まで、複数の宗派における 読誦経典の一つとして広く用いられている。

## 名称
日本で広く流布している玄奘三蔵訳の正式な経題名は『般若波羅蜜多心経』であるが、一般的には『般若心経』（はんにゃしんぎょう）と略称で呼ばれている。これをさらに省略して『心経』（しんぎょう）と呼ぶ場合もある。なお、漢訳の題名には「経」が付されているが、サンスクリット典籍の題名は「Prajñā（般若）-pāramitā（波羅蜜多）-hṛdaya（心）」であり、「経」に相当する「sūtra（スートラ）」の字句はない。
日本の仏教の宗派によっては、単に「般若心経」「般若波羅蜜多心経」と呼ぶのではなく、冒頭に「仏説」（仏（釈迦）の説いた教え）や「摩訶」（偉大な）の接頭辞をつけて、『仏説摩訶般若波羅蜜多心経』（ぶっせつまかはんにゃはらみったしんぎょう）や『摩訶般若波羅蜜多心経』（まかはんにゃはらみったしんぎょう）と表記することもある。なお、現存する最古の漢訳文とされる弘福寺（長安）の『集王聖教序碑』に彫られたものにおいては、冒頭（経題部分）は『般若波羅蜜多心経』と記載されているが、末尾（結びに再度題名を記す部分）では『般若多心経』（はんにゃたしんぎょう）と略されている。

## 起源
現存する最古のサンスクリット本（梵本）は東京国立博物館所蔵（法隆寺献納宝物）の貝葉本（東京国立博物館によれば後グプタ時代・7～8世紀の写本）であり、これを法隆寺本（もしくは法隆寺貝葉心経）と称する。（右図）漢訳よりも古い時代の写本は発見されていない。オーストリアのインド学者、ゲオルク・ビューラー(1837-1898) は、「伝承では577年に没したヤシという僧侶の所持した写本で609年請来とする。またインド人の書写による6世紀初半以前のものである」と鑑定していた。古いもののため損傷により判読が難しい箇所が多く、江戸時代の浄厳以来、学界でも多数の判読案が提出されている。この他、日本には東寺所蔵の澄仁本などの複数の梵本があり、敦煌文書の中にも梵本般若心経が存在している。またチベットやネパール等に伝わる写本もあるが、それらはかなり後世のものである。

### 中国撰述説
1992年アメリカのジャン・ナティエ（Jan Nattier、当時インディアナ大学准教授）は、玄奘訳『般若心経』の本文が鳩摩羅什訳『摩訶般若波羅蜜経』と逐語的に一致することなどに基づき、誰かが羅什訳『摩訶般若波羅蜜経』から『般若心経』をまとめ、玄奘が「観自在」や「蘊」など特定の術語だけを修正し、それを更にサンスクリット訳したという偽経説を提起した。1994年7月に福井文雅が仏教思想学会10周年記念全国大会で反論を発表した。これに対し、1995年に工藤順之は、ナティエの論旨に与するものではないと断ったうえで、（福井が）一方的に荒唐無稽な妄説として無視するのは公平な態度とは思えないとして、ナティエの学説の骨子を紹介している。また仏教学者でありキリスト教の牧師でもある大和昌平によって1996年に紹介されている。
これに対し福井文雅、原田和宗らにより詳細な反論が日本語によってなされている。
ナティエ論文の日本語訳が工藤順之・吹田隆道により発表されたのは2006年になってからである。
その後、石井公成はナティエ論文の影響が欧米で継続していることに対し、異なった面からの批判を日本語で発表した。
2016年に最古の玄奘訳の版とされる661年に刻まれた石経が北京で発見されたという報道があった。。記事によれば「玄奘は漢文の心経を翻訳したか」という世界の学術界で長年に渡り議論されてきた問題に、新たな参考情報をもたらしたとのことである。

## 翻訳書

### 漢訳

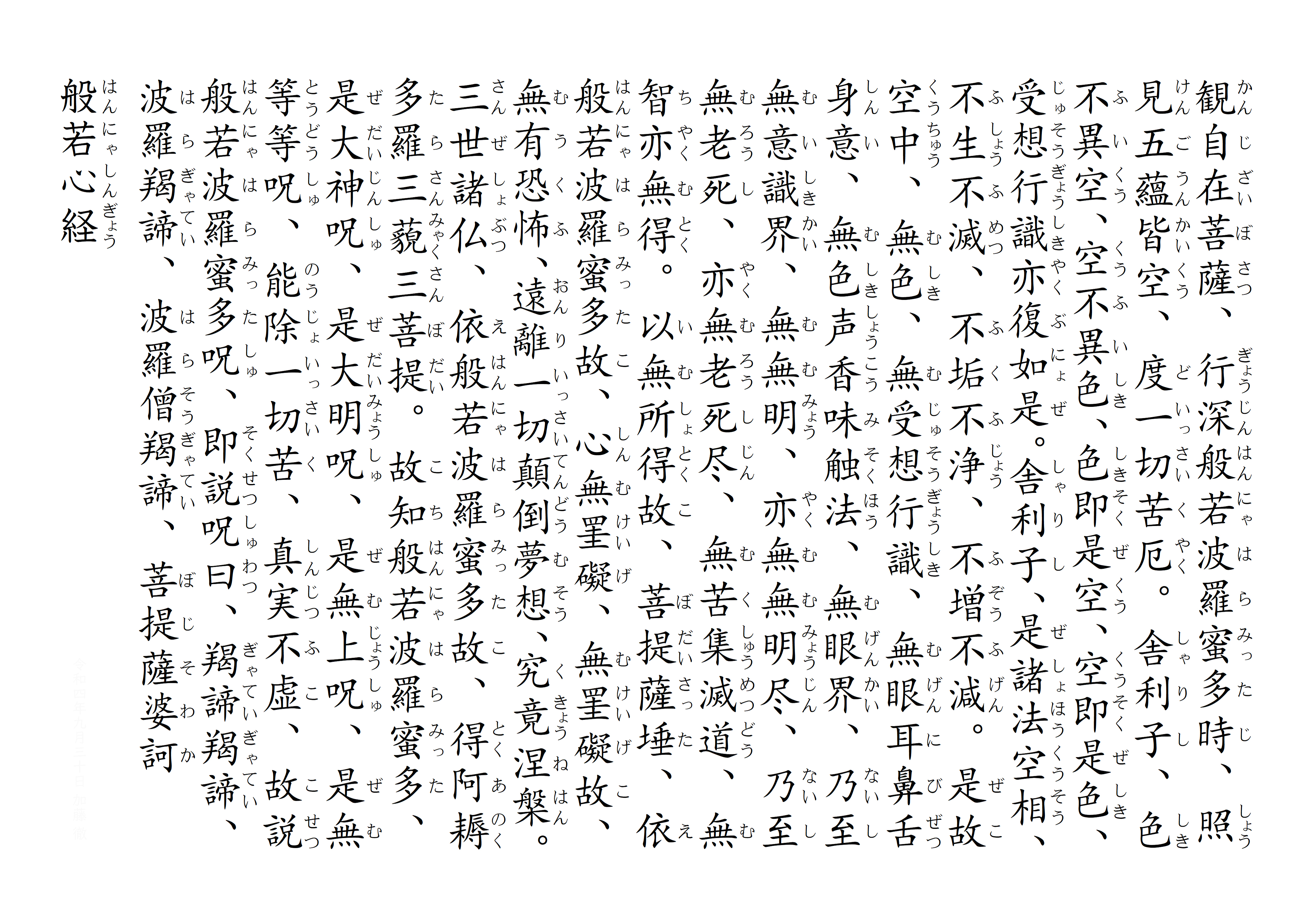
玄奘三蔵訳。ふりがなは宗派によって若干の違いがある。

一般的には、鳩摩羅什訳『摩訶般若波羅蜜大明咒經』が現存中最古の漢訳とされていた。最古の経典目録（経録）東晋の釈道安撰『綜理衆経目録』（梁の僧祐撰『出三蔵記集』にほぼ収む）には、『摩訶般若波羅蜜神咒一巻』及び『般若波羅蜜神咒一巻 異本』とあり、経としての般若心経成立以前から、呪文による儀礼が先に成立していたという説もある。これらは、後世の文献では前者は3世紀中央アジア出身の支謙、後者は鳩摩羅什の訳とされているが、『綜理衆経目録』には訳者不明（失訳）とされており、この二人に帰することは信憑性にとぼしい。前者は現存せず、後者は大蔵経収録の羅什訳『摩訶般若波羅蜜大明咒經』ともされているが、鳩摩羅什の訳経開始が402年であるため、釈道安の没年385年には未訳出である。またそのテキストの主要部は宋・元・明版大蔵経の鳩摩羅什訳『摩訶般若波羅蜜経』のテキストと一致するが、宋版大蔵経の刊行は12世紀後半であるため、このテキストが鳩摩羅什訳であるということも疑われている。
西域から645年正月に帰国した玄奘もまた『般若心経』を 終南山翠微宮で649年に翻訳したとされている。
しかし古来テキストの主要部分の一部が玄奘訳『大般若波羅蜜多経』の該当部分ではなく、鳩摩羅什訳『摩訶般若波羅蜜経』（大品般若経）からの抽出文そのものであるため、玄奘訳『般若心経』の成立に関し様々な説が出されている。
また、古くから著名な玄奘訳のテキストとされるものは、672年に建てられた弘福寺（興福寺）の集王聖教序碑中の『雁塔聖教序』の後に付加されているテキストである。赤木隆幸は、玄奘訳『般若心経』は『集王聖教序』の石碑に付刻されたことにより、玄奘の訳出経典を象徴するものとして位置づけられた等と述べている 。

### 蔵訳（チベット訳）
大蔵経のカンギュルに入っている大本のチベット訳と、敦煌文書から知られる小本のチベット訳からの2種が知られている。また、カンギュル入蔵本もタントラ部と般若部のものに分かれており、伝承の過程で細部が異なる。

#### 写本の系統
大蔵経に入蔵したチベット語訳大本・般若心経には大きく分けて2つの系統の写本がある。西のテンパンマ（them spangs ma）系統と東のツェルパ（tshal pa）系統である。西の系統にはさらにシェルカルゾン（shel dkar rdzong）系が存在している。特に東のツェルパ系統はプトン・リンチェンドゥプによる改訂を経ている。

## 内容と解釈
現在までに漢訳、チベット語訳、サンスクリットにおいて、大本、小本の2系統のテキストが残存している。大本は小本の前後に序と結びの部分を加筆したものともいわれている。鳩摩羅什訳および玄奘訳は、小本である。

### 代表的なテキスト
現在最も流布しているのは玄奘三蔵訳とされる小本系の漢訳であり、『般若心経』といえばこれを指すことが多い。
以下は、代表的な流布テキストである。
また、玄奘訳とされるテキストには版本によって、例えば下記の箇所のように、字句の異同が十数箇所存在する。
- 空即是色受想行識亦復如是（大正蔵）
- 空即是色受想行識等亦復如是（法隆寺本等法相宗系）
- 大蔵経所収の玄奘訳・般若波羅蜜多心経には流布本における「遠離一切顛倒夢想」部分の『一切』の二字がない[29]。

### 代表的なサンスクリットテキストの翻訳
なお、以下では教学用語に対する言及をわかりやすくするために注を加えた。

### 心経の諸解釈
般若心経の解釈には、(1)空思想をコンパクトにまとめた正統的な般若経典とする立場と、(2)真言をその主要部分と見て、他の部分は真言を引き立てるための従属部分とする密教的解釈の二つの立場がある。
一般に般若心経も空思想を主題とする般若経典の一篇であり、その核心部は「色即是空・空即是色」等を説く散文部にあるという説が常識とされている。
一方、真言の威力と功徳を説くことが般若心経の核心であるという主張もある。末尾の真言（マントラ）を散文部分への付記と見るのではなく、空観を説く前半部分は後半部分への伏線、前提になっていると見なすべきであるということである。

### 真言の諸解釈
末尾の真言（マントラ）については、その位置づけや意味について、仏教学者の渡辺照宏説、中村元説、宮坂宥洪説など、様々な解釈が示されてきたが、竹中智泰は、『般若心経』の陀羅尼に関する文献学的解釈は下記の4つにつきるのではないかと述べている。 
1. 「ガテー(gate)」を女性名詞「ガター(gatā)」の単数・呼格と理解し、「ボーディ(bodhi)」もそれと同格に単数・呼格とする解釈。中村元・紀野一義訳註『般若心経・金剛般若経』1960年 岩波文庫 ISBN 978-4003330319 p.36-37 。
2. 「ガテー」を「ガム（√gam）」の過去分詞「ガタ」の男性・単数・処格に理解し、「ボーディ」を単数・主格とする解釈。[38]
3. 全般的に仏教混交梵語と解して、「ガテー」を「ガム（√gam）」の過去分詞「ガタ」の男性・単数・主格に理解し、「ボーディ」を対格とする解釈。[39]
4. 「ガテー」を「道」を意味する女性名詞「ガティ(gati)」の単数・呼格と理解し、「ボーディ」を1と同じく俗語形に基づく女性・単数・呼格とする解釈。[40]

阿理生（ほとりりしょう）は、仏教混交梵語とヴェーダ語文法を混在させた独自の解釈を主張している。ヴェーダ語文法とプラークリット文法を混在させて解釈するのは、両者に近縁性があることがリヒャルト・ピシェルにより指摘されているからだという。
なお、心経の真言は『陀羅尼集経』にみられる「般若大心陀羅尼」の第十六呪と同一である。

## 日本における般若心経

### 各宗派
日本では仏教各派、特に法相宗・天台宗・真言宗・禅宗が般若心経を使用し、その宗派独特の解釈を行っている。
- 法相宗は玄奘からの正統宗派であるが、基『般若波羅蜜多心経幽賛』にある「経日、照見五蘊等皆空」[48]の伝統を引いて今日でも「照見五蘊等皆空」に作る版を毎朝読誦している[49]。
- 真言宗では、読誦・観誦の対象としている。日用経典（日々の勤行等通常行事用の経典）であり重要な法会でも用いる（空海の般若心経秘鍵を参照）。繰り返し読誦する場合は、一巻目は、冒頭の「仏説」から読み始めるが、二巻目以降の読誦では「仏説」を読まず、「摩訶」から読む慣わしとなっている。開祖空海が般若心経を重視したことで、注釈・解釈を著す僧侶・仏教学者が多く、昭和では高神覚昇（1894 - 1948）『般若心経講義』（角川文庫で再刊）、平成の現在では宮坂宥洪『真釈般若心経』、加藤精一『空海「般若心経秘鍵」』（各角川ソフィア文庫）松長有慶『空海 般若心経の秘密を読み解く』（春秋社）などの著作が版を重ねている。高神の解釈書は、戦前にNHKラジオ放送で行われ、経典解釈として非常に評価が高く多数重版し、異なる宗派の僧侶や仏教学者からも評価されている。
- 天台宗では、最澄作とされる般若心経の注釈がある。また中国天台宗の明曠作とされる注釈書も存在する。
- 浄土宗も、根本経典は浄土真宗と同様に『浄土三部経』だが、祈願の時と食作法（食事の時の作法）にのみ唱える。
- 時宗では、神社参拝及び本山での朝の勤行後に、熊野大社の御霊を祀る神棚に向かい三唱することが必須となっている。日用に用いる場合もある。
- 臨済宗では、日用経典の一つ。名僧で名高い一休宗純・盤珪・白隠が解釈を行っている。般若心経とは自分の心の本来の姿を現した経典であるという説が強い。
- 曹洞宗では、日用経典の一つ。開祖道元が正法眼蔵の中で解釈し、かつて異端の僧とされた天桂伝尊（1648 － 1736年）の「観自在菩薩とは汝自身である」という解釈が著名である。また良寛・種田山頭火など般若心経の実践に取り組んだ僧侶も多い。良寛は般若心経の大量の写経を残しており、種田は般若心経を俳句に読み込んでいる。
- 修験道では、修験者（山伏などの行者）が「行」を行う際に唱える。
- 神道でも唱えるところがある。神社（神前）で読誦の際は、冒頭の「仏説」を読まずに、「摩訶」から読む。また、前もって「般若心経は仏教の全経典の中から選りすぐられた経典であり、それを謹んで捧げます」というような内容の「心経奉讃文（しんぎょうほうさんもん）」を読み上げる場合もある。
- 一方で浄土真宗は『浄土三部経』を、日蓮宗・法華宗は『法華経（妙法蓮華経）』を根本経典とするため、般若心経を唱えない。これは該当宗派の教義上、所依経典以外は用いる必要がなく、唱えることも推奨されない。しかし教養的な観点から学ぶことは問題視されておらず、例えば浄土真宗西本願寺門主であった大谷光瑞は、般若心経の講話録を出版している[50]。

## 日本の現代社会における受容
般若心経は、サブカルチャーも含めた現代文化でもモチーフとしてよく使われる。

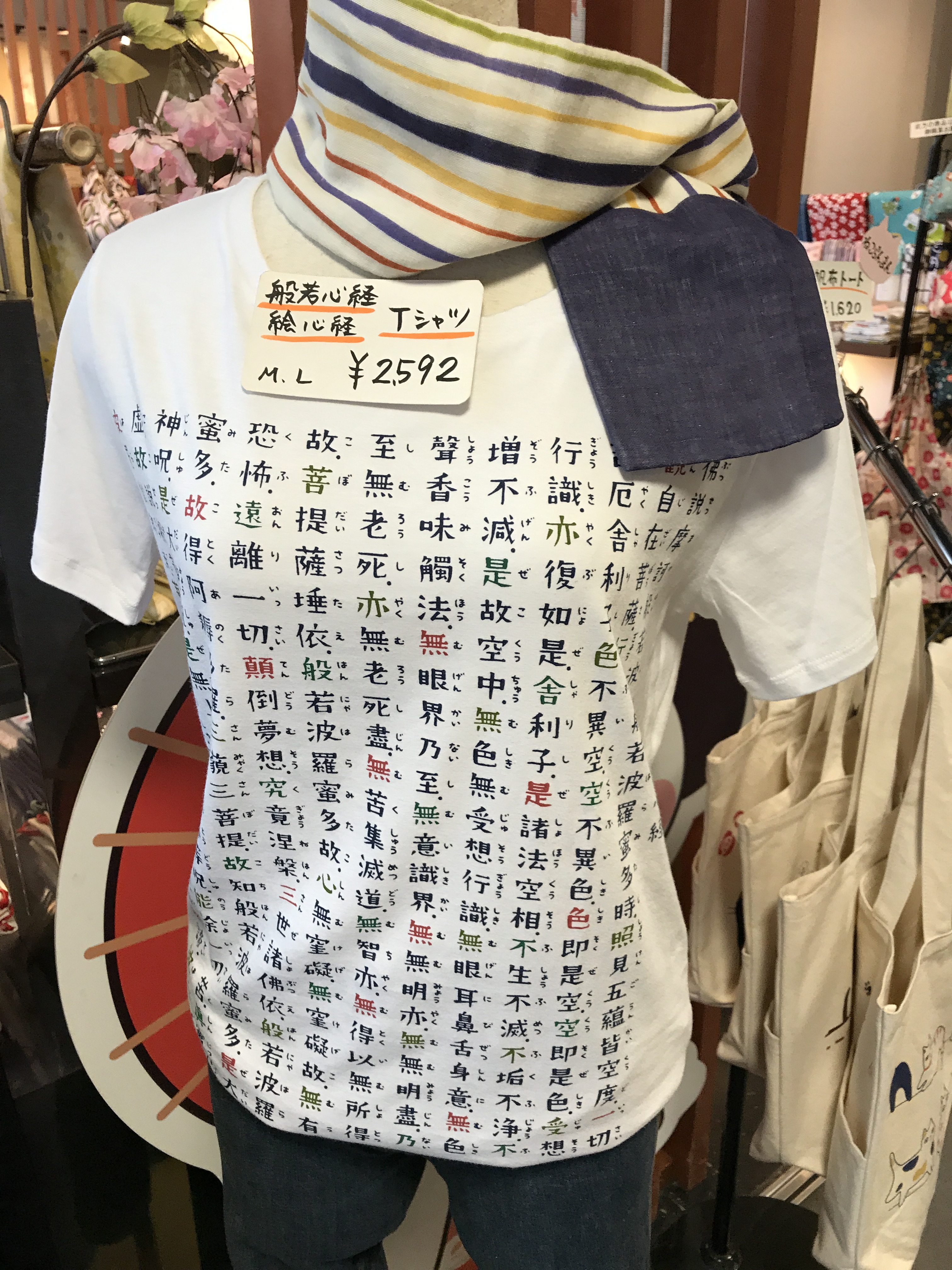
般若心経をプリントしたTシャツ

- 1970年代のSF漫画『ザ・ムーン』では、少年たちが般若心経をとなえることで巨大ロボットを動かした。
- 1972年から翌年にかけて放映された『愛の戦士レインボーマン』では、ヒーローの主人公がレインボーマンに変身する際に、般若心経の一部である「阿耨多羅三藐三菩提」を唱えるという設定が用いられた。
- 漫画家の桑田二郎は、少年漫画から転向、多くの般若心経に関する本を著した。
- 2002年放送開始のテレビ番組『トリビアの泉 〜素晴らしきムダ知識〜』のトリビアNo.258「カラオケボックスで『般若心経』が歌える」で、タイトーの通信カラオケ機器に入っている「般若心経」のカラオケビデオにあわせて、曹洞宗桃源院の僧侶6名が読誦するビデオが放送された。
- 2006年10月27日放送の『タモリ倶楽部』にて、みうらじゅんが提唱する『アウトドア般若心経』完読会を実施。みうらは『般若心経』278文字を、家を出て（これを「出家」と称す）、経文の文字のある市街の看板等の文字を写真に撮り（これを「写経」と称す）、経文の完成を目指すことを『アウトドア般若心経』と定義した。2007年10月には書籍化もされた。
- 2010年9月には、J-POP風の伴奏を付けボーカロイド・初音ミクに読誦させた動画『般若心経ポップ』がニコニコ動画に投稿され[51]、約2日で10万再生、約2週間後には60万再生に達し人気を博した[52]。その後、派生動画として伴奏がバラード風のものなどが投稿され、それらを集約したコンピレーション・アルバムも発売された。また派生動画のひとつ『般若心経ロック』には、視聴者のコメントと言う形で般若心経の現代日本語訳が投稿されている[53]。
- 2010年10月、松島龍戒が般若心経とシンセサイザー演奏をクロスオーバーさせた楽曲をYouTube に投稿。2013年1月には般若心経などのお経を音楽でアレンジしたCDを発表。
- 2017年、 群馬県太田市の郷土料理店「新田乃庄」の般若心経を書いた「ほうとう」が「食べる般若心経」として話題に[54]。
- 2018年、キッサコ(薬師寺寛邦の僧侶ボーカルプロジェクト)がアルバム「般若心経」をリリース。
- 2019年のアメリカの映画『ゴジラ キング・オブ・モンスターズ』の楽曲Ghidorah Theme (キングギドラのテーマ。Bear McCreary・作)で、般若心経の読誦の音源を断片化し、再編集して使用。
- 2019年5月、椎名林檎がアルバム『三毒史』に収録の「鶏と蛇と豚」の冒頭で般若心経の読経を使用。
- 2020年、禅僧・赤坂陽月がYouTubeに「般若心経ビートボックスRemix」を投稿。
- タトゥーとして般若心経を自分の体に彫り込む人もいる(ロックミュージシャンの雅-MIYAVI-など)。